# Лак за коса (филм, 2007)
„Лак за коса“ (на английски: Hairspray) е музикален филм, режисиран от Адам Шанкман. Филмът е адаптация на мюзикъла от Бродуей, който от своя страна е базиран на комедията на Джон Уотърс от 1988 г. Лак за коса. Действието на филма е през 1962 г. в Балтимор, главният герой – Трейси Търнблоуд – „очарователна дебела жена“, момиче, което е и звезда на танцово шоу по местен телевизионен канал и се противопоставя на сегрегацията.

## Сюжет
3 май 1962 г. Трейси Търнблоуд (Ники Блонски), весела, пълничка гимназистка, живееща в Балтимор, Мериленд, напуска къщата си и скучае цял ден в училище, преди тя и нейната най-добра приятелка Пени Пингълтън (Аманда Байнс) да може да гледа любимото си „Шоуто на Корни Коллинза“ по телевизията.
Трейси Търнблоуд не иска да продължи бизнеса на майка си Една Търнблоуд, която работи като перачка и не е напускала дома си от 10 години, комплексирайки се заради наднорменото тегло. Трейси мечтае да стане известна. Всеки път след училище тя се втурва у дома, за да гледа шоуто на Корни Колинза по телевизията и да танцува едновременно. Тя идва на прослушване, но нищо не се получава. Един ден тя е забелязана от един от танцьорите на шоуто, Линк Ларкин (Зак Ефрон). Той я запознава с Roots и скоро Трейси се озовава по телевизията. Тя бързо се превръща в любимка на публиката, но злата директорка на канала Велма я мрази и с всички сили се опитва да я изгони от шоуто.

## В ролите
| Актьор          | Роля              |
| --------------- | ----------------- |
| Зак Ефрон       | Линк Ларкин       |
| Ники Блонски    | Трейси Търнблод   |
| Джон Траволта   | Една Тернблад     |
| Мишел Пфайфър   | Велма фон Тасл    |
| Кристофър Уокън | Уилбер Тернблад   |
| Аманда Байнс    | Пени Пинглтън     |
| Джеймс Марсдън  | Корни Колинс      |
| Куин Латифа     | Мотормаус Мейбел  |
| Британи Сноу    | Амбър фон Тасле   |
| Алисън Джени    | Пруди Пинглтън    |
| Илайджа Кели    | Сивид Стъбс       |
| Пол Дули        | Хариман Ф. Шпицер |
| Тейлър Паркс    | бебе Айнез        |
| Джери Стилър    | г-н Пинки         |

Джери Стилър, който играе собственика на модния магазин г-н Пинки, изигра Уилбер Тернблад, бащата на Трейси в екранизацията от 1988 г.

## Награди и номинации

### Награди
- 2008 – MTV Movie Awards за пробивно изпълнение (Зак Ефрон)
- 2007 – награди Teen Choice за най-добра лятна комедия / мюзикъл

### Номинации
- 2008 – Номиниран за наградата БАФТА за най-добър грим (Джуди Купър-Сийли, Джордан Самюел)
- 2008 – Три номинации за Златен глобус : Най-добър мюзикъл / комедия, най-добър поддържащ актьор ( Джон Траволта ), най-добра актриса в мюзикъл / комедия (Ники Блонски)
- 2008 – Номиниран за награда Грами за най-добра компилация на саундтрак (Марк Шейман)
- 2008 – Номиниран за MTV Movie Awards за пробивно изпълнение (Ники Блонски)
- 2007 г. – Номиниран за MTV Movie Awards за най-добър летен филм, който никога не сте виждали